# Eccellenza 1991-1992
Il campionato italiano di calcio di Eccellenza regionale 1991-1992 è stato il primo organizzato in Italia. Rappresenta il sesto livello del calcio italiano.
Il campionato è strutturato su vari gironi all'italiana su base regionale. Non esistevano ulteriori promozioni essendo in corso la riduzione della categoria interregionale superiore.
La Toscana aveva solo un solo girone. La regione Molise costituì un proprio comitato regionale dalla stagione successiva, ma curiosamente il Termoli, squadra molisana, vinse il primo campionato di Eccellenza Abruzzo.

## Campionati
- Eccellenza Abruzzo 1991-1992
- Eccellenza Basilicata 1991-1992
- Eccellenza Calabria 1991-1992
- Eccellenza Campania 1991-1992
- Eccellenza Emilia-Romagna 1991-1992
- Eccellenza Friuli-Venezia Giulia 1991-1992
- Eccellenza Lazio 1991-1992
- Eccellenza Liguria 1991-1992
- Eccellenza Lombardia 1991-1992
- Eccellenza Marche 1991-1992
- Eccellenza Piemonte-Valle d'Aosta 1991-1992
- Eccellenza Puglia 1991-1992
- Eccellenza Sardegna 1991-1992
- Eccellenza Sicilia 1991-1992
- Eccellenza Toscana 1991-1992
- Eccellenza Trentino-Alto Adige 1991-1992
- Eccellenza Umbria 1991-1992
- Eccellenza Veneto 1991-1992

## Quadro riepilogativo nazionale
| Regione/Girone          | Sqr  | 1ª classificata e promossa nel C.N.D. | Ripescaggi  | Vincente Coppa                |
| ----------------------- | ---- | ------------------------------------- | ----------- | ----------------------------- |
| Abruzzo                 | 18   | Termoli                               | Renato Curi | Bellante                      |
| Basilicata              | 16   | Vultur Rionero                        |             | Melfi                         |
| Calabria                | 16   | La Sportiva Cariatese                 |             | Siderno                       |
| Campania Girone A       | 16   | Il Gabbiano                           |             | Frattese                      |
| Campania Girone B       | 16   | Paganese                              |             | Frattese                      |
| Emilia-Romagna Girone A | 16   | Fidenza                               |             | Finale Emilia                 |
| Emilia-Romagna Girone B | 16   | Argentana                             |             | Finale Emilia                 |
| Friuli-Venezia Giulia   | 16   | Manzanese                             |             | Porcia                        |
| Lazio Girone A          | 16   | Colavene C.C.                         |             | Fiumicino                     |
| Lazio Girone B          | 16   | Cynthia                               |             | Fiumicino                     |
| Liguria                 | 16   | Sanremese                             |             | Pontedecimo                   |
| Lombardia Girone A      | 16   | Gallaratese                           |             | Quinzano                      |
| Lombardia Girone B      | 16   | Capriolo                              |             | Quinzano                      |
| Lombardia Girone C      | 16   | Cassano                               |             | Quinzano                      |
| Marche                  | 18   | Maceratese                            |             | Maceratese                    |
| Piemonte Girone A       | 16   | Châtillon                             |             | Pinerolo                      |
| Piemonte Girone B       | 16   | Pinerolo                              |             | Pinerolo                      |
| Puglia                  | 16   | Noci                                  |             | Noci                          |
| Sardegna                | 16   | Castelsardo                           |             | Decimoputzu                   |
| Sicilia Girone A        | 16   | Vittoria                              |             | Bagheria                      |
| Sicilia Girone B        | 16   | Partinicaudace                        |             | Bagheria                      |
| Toscana                 | 18   | Livorno                               | Pontassieve | Livorno                       |
| Trentino-Alto Adige     | 16   | Passirio Merano                       |             | Naturns                       |
| Umbria                  | 16   | Pontevecchio                          |             | Stroncone                     |
| Veneto Girone A         | 16   | Contarina                             |             | Riello Legnago                |
| Veneto Girone B         | 16   | Miranese                              |             | Riello Legnago                |
|                         | Tot. |                                       |             | Vincente Fase Nazionale Coppa |
| 26 gironi               | 422  |                                       |             | Quinzano                      |